# Almindelig cypres
Almindelig Cypres (Cupressus sempervirens) eller Ægte Cypres er et stedsegrønt træ kendetegnet ved skælagtige, på skuddene tæt tilsiddende nåle. Dette er den klassiske, ofte søjleformede, cypres, der kendes fra Middelhavsområdet. Træet kaldes også Italiensk Cypres.

## Beskrivelse
Ægte Cypres er et mellemstort træ, der bliver op til 35 m højt. Kronen er konisk med vandrette grene, og let hængende kviste. Kronens opbygning er i almindelighed regelmæssig, men kan med alderen blive noget varieret.
Løvet er tæt og mørkegrønt med 2-5 mm lange, skælagtige nåle, der sidder tæt til skuddene og dækker disse helt undtagen på det ældre ved. Ved klipning og beskæring kan man derfor opnå meget tætte, regelmæssige kroner. Koglerne er lysebrune, uregelmæssigt rundagtige 24-40 mm i diameter. De består af 10-14 skæl, der først er grønne og modnes i løbet af 20-24 måneder, brune.
Ægte Cypres kan blive meget gammel, op mod 1000 år.
Højde x bredde: 35 × 7 m.

## Hjemsted
Ægte Cypres er hjemmehørende i det østlige Middelhavsområde: Nordøstlige Libyen, sydøstlige Grækenland, sydlige Tyrkiet, Cypern, nordlige Egypten, vestlige Syrien, Libanon, Israel, Malta, Italien, vestlige Jordan og en isoleret population i Iran.

## Anvendelse
Ægte Cypres har været dyrket som prydtræ i årtusinder, og er herved spredt vidt udenfor sit naturlige område. Træet ses i dag over hele verden i tørre, varmt tempererede og subtropiske områder – først og fremmest i resten af Middelhavsområdet, Californien, Sydafrika og det sydlige Australien. Det har dog kun i begrænset grad forvildet sig, og udenfor sit naturlige område ses det hovedsageligt dyrket – eller evt. forvildet tæt på områder, hvor det dyrkes.
Det er ikke hårdført i Danmark, men dyrkes af og til i potter, der tages ind om vinteren eller i vinterhaver. Det tåler dårligt at stå i en stue hele året rundt, da der er for varmt om vinteren.
Da træet kan blive ret gammelt, holder formen godt og tåler beskæring også i en høj alder, indgår det som et næsten arkitektonisk element i en lang række af de største haveanlæg i Middelhavsområdet.
Udover anvendelse som prydtræ er det også kendt for sit velduftende og meget holdbare ved, bl.a. anvendt i dørene i Peterskirken i Rom.
| Portal | Portal:Botanik |